# Германн Конрінг
Германн Конрінг (нім. Hermann Conring, 9 листопада 1606 — 12 грудня 1681) — німецький полігістор, лікар, історик і державознавець, був професором. медицини і політики в Гельмштадті. Він зробив істотний вклад у вивчення медицини, політики і закону. 

## Біографія
Походив з Лютеранського духівництва з обох сторін своєї сім'ї, наймолодший з десяти дітей. Протягом його життя як професора в Північній Німеччині, Корнінг звернувся спочатку до медицини, здійснивши істотне вивчення сироватки крові, і пізніше в своїй кар'єрі звернувся до політики. У 1658 р. шведський король Карл Х зробив Корнінга своїм радником і лейб-медиком; з 1669 р. він був державним радником короля данського. Поради Конрінга шукали в найважливіших державних справах; він брав участь і у виробленні вестфальского мирного трактату. Його дослідження про старовинну Германію («De origine juris germanici», Гельмштадт, 1643 і частіше) надає право вважати його засновником історії германського права. Нові шляхи прокладав він і в «державознавстві» (пізніша ахенвалівська статистика).
Будучи видатним державним діячем, Конрінг захоплювався державознавством. державоведення часто називалося описової школою статистики, одним із засновників якої був Конрінг. Представники цієї школи вважали, що статистика є наукою, завдання якої — систематизований опис державних пам'яток. Статистика розглядалася як суспільна наука про соціальні, правові і господарські аспекти держави.
Конрінг почав читати лекції з державознавства в університеті Гельмштадту з 1660 р. Мету нової науки Конрінг сформулював так: навчити політичних діячів розуміти причини важливих явищ в державі, які він ділив на чотири групи: матеріальні — описи території та населення; формальні — політичний устрій; кінцеві (цільові) — добробут держави та її громадян; адміністративні — управління державою, її апаратом (чиновники, армія та ін.). Ці чотири частини визначили розвиток демографії, політичної географії, бюджетної статистики та адміністративної статистики.

## Основні праці
- «De vectigalibus», 1653;
- «De aerario boni principis recte constituendo, augendo et conservando», 1663;
- «De contributionibus», 1669
- «De vectigalibus», 1653;
- «De aerario boni principis recte constituendo, augendo et conservando», 1663;
- «De contributionibus», 1669.